# Hegel-Archiv
Lo Hegel-Archiv (Archivio Hegel) è un istituto di ricerca tedesco situato a Bochum e rivolto alla conservazione, lo studio, la pubblicazione e la discussione delle opere di Georg Wilhelm Friedrich Hegel. Fondato nel 1958 da Otto Pöggeler è attualmente diretto da Walter Jaeschke.

## Attività
- Dal 1968 lo Hegel-Archiv pubblica un'edizione critica delle opere di Hegel.
- Dal 1961 pubblica la rivista scientifica Hegel Studien.
- La biblioteca conserva i manoscritti di Hegel e le opere dedicate al filosofo.
- Accoglie ricercatori internazionali e organizza dibattiti e conferenze.
- È legato all'Università di Bochum.

## Hegel Studien
La rivista Hegel Studien ha pubblicato testi di Otto Pöggeler, Ernst Bloch, Hans-Georg Gadamer, Karl Löwith, Heinz Heimsoeth, Ernst Behler, Dieter Henrich, Heinz Kimmerle, Rüdiger Bubner, Helmut Kuhn, Ludwig Siep, Annemarie Gethmann-Siefert, Pierre-Jean Labarrière, Walter Jaeschke, Norbert Waszek, Myriam Bienenstock, Jean-Louis Vieillard-Baron, Robert Brandom.